# Tomoya Inukai
Tomoya Inukai (jap. 犬飼 智也, Inukai Tomoya; * 12. Mai 1993 in Shizuoka, Präfektur Shizuoka) ist ein japanischer Fußballspieler.

## Karriere
Tomoya Inukai erlernte das Fußballspielen in der Jugendmannschaft von Shimizu S-Pulse. Der Club spielte in der ersten Liga des Landes, der J1 League. Bei dem Verein aus Shimizu unterschrieb er 2012 seinen ersten Profivertrag. Von Mitte 2013 bis Ende 2014 wurde er an den Zweitligisten Matsumoto Yamaga nach Matsumoto ausgeliehen. 2014 wurde er mit Matsumoto Vizemeister der J2 League. Für Matsumoto absolvierte er 63 Zweitligaspiele. Nach 63 Spielen für S-Pulse wechselte er 2018 zum Ligakonkurrenten Kashima Antlers. Mit dem Club aus Kashima gewann er  2018 die AFC Champions League. Nach 111 Ligaspielen wechselte er im Januar 2022 zum Ligakonkurrenten Urawa Red Diamonds. 2022 gewann er mit dem neuen Verein den japanischen Supercup. Das Spiel gegen den Meister von 2021, Kawasaki Frontale, gewann man am 12. Februar durch zwei Tore von Ataru Esaka mit 2:0. Im Juli 2023 wechselte er auf Leihbasis zum ebenfalls in der ersten Liga spielenden Kashiwa Reysol. Hier bestritt er zwölf Erstligaspiele. Nach der Ausleihe wurde er im Februar 2024 fest unter Vertrag genommen.

## Erfolge
Shimizu S-Pulse
- Japanischer Ligapokalsieger: 2012
- Japanischer Zweitligavizemeister: 2016  ▲

Matsumoto Yamaga
- Japanischer Zweitligavizemeister: 2014  ▲

Kashima Antlers
- AFC-Champions-League-Sieger: 2018
- Japanischer Pokalfinalist: 2019

Urawa Red Diamonds
- Japanischer Supercup-Sieger: 2022